# كريس روس (كرة سلة)
كريس روس (بالإنجليزية: Chris Ross) مواليد 8 مارس 1985 في سان أنطونيو، هو لاعب كرة سلة أمريكي. بدأ مسيرته الاحترافية في سنة 2009. يلعب مع سان ميغيل بيرمن في الرابطة الفلبينية لكرة السلة كلاعب هجوم خلفي. يحمل الرقم 6. يبلغ طوله 6 قدم 1 بوصة (1.9 م).

## المسيرة الاحترافية
لعب مع باوريد تايغرز في سنة 2009، ثم لعب مع ميرالكو بولتز من سنة 2010 إلى 2013، ثم لعب مع سان ميغيل بيرمن في سنة 2013.